# DLL4
DLL4‏ (Delta like canonical Notch ligand 4) هوَ بروتين يُشَفر بواسطة جين DLL4 في الإنسان.